# 裕隆号
裕隆海味貿易有限公司，人稱裕隆號，是香港一間典型的海味店，1965年成立。幾乎每逢農曆新年的大年初二，香港多個報紙、電視台及電台新聞部也派出記者採訪該海味店怎樣舉辦開年飯盛宴。
裕隆號位于上環文咸西街地下，經營各種海味食品，包括批發以及零售，其中吳偉鴻為裕隆號的負責人。每年的開年飯，其中以往在店內負責下廚、購買材料及準備菜式的則是華姐，据悉已经80多歲，但自從2019年曾因患病改由老闆吳偉鴻親自下廚。裕隆號開年飯大多為粵菜，8菜1湯也由主要包括象徵著發財好市的髮菜及蠔豉、年年有餘的蒸魚、家肥屋潤的乳豬、橫財就手的豬手，另外還有齋菜及時令湯等等。

## 链接
- 裕隆海味開年飯[永久]
- 明報：裕隆號初二筵開兩枱開年飯（页面存档备份，存于）
- 明報：歐洲傳媒千里尋訪開年飯（页面存档备份，存于）